# Piletocera infernalis
Piletocera infernalis là một loài bướm đêm trong họ Crambidae.